# Паучок Ананси и волшебная палочка
«Паучок Ананси и волшебная палочка» — советский рисованный короткометражный мультипликационный фильм снят по мотивам западно-африканских сказок об Ананси — антропоморфном пауке-трикстере. снятый на студии «Творческое объединение „Экран“» в 1973 году.

## Сюжет
В далеких джунглях проживает паучок Ананси, который представляется очень смешным и жизнерадостным. С наступлением раннего утра он непременно умывался чистой росой, после чего сразу же приступал налаживать свой оркестр. Он уже давно выступает в качестве дирижёра. Остальными же членами оркестра являются зебра, слон, крокодил, а также птица. Однажды, хмурый тигр запрещает им играть на музыкальных инструментах. Ведь эта музыка уже давно его раздражает. Поэтому он собирается реализовать некий план, который поможет ему достичь желанного результата.

## Создатели
- Автор сценария: Василий Ливанов
- Текст песен: Юрия Энтина
- Режиссёры: Марианна Новогрудская, Идея Гаранина
- Художник-постановщик: Александр Васин
- Оператор: Эрнст Гаман
- Композитор: Алексей Рыбников
- Звукооператор: Анатолий Куцый
- Роль озвучивал: Гарри Бардин — все роли
- Художник-мультипликатор: Аида Зябликова
- Художники: Галина Беда, Ольга Гринина, Г. Мельков
- Монтажёр: Нина Бутакова
- Редактор: Валентина Коновалова
- Директор картины: М. Чичельницкий